# 台中市公車358路
台中市公車358路目前行駛自仁友停車場到文修停車場，由中鹿客運營運。

## 歷史
- 2013年4月10日：配合台中航空站新航廈啟用，中台灣客運150路通車。[2][3][4][5][6][7]
- 2013年6月：不停靠秋紅谷（朝陽橋）站，改停靠朝馬站。
- 2014年6月18日：完成安裝Wi-Fi。[8]
- 2014年6月30日：「中山醫院（臺灣大道）」站更名為「臺灣大道五權路口」。
- 2014年7月28日：朝馬以東之臺灣大道路段（朝馬、新光三越、臺中市政府、臺灣大道文心路口、頂何厝、科學博物館、中山醫院、仁愛醫院、第一廣場、臺中火車站）裁撤，原臺中公園端點改至「嶺東高中」，並改為各站皆停。[9]
- 2014年10月1日：「新光三越（惠來路）」站更名為「臺中國家歌劇院」。[10]
- 2015年6月7日：配合優化公車專用道將於7月8日上路，台中市政府交通局宣布將台中市公車150路整合規劃為台中市公車302路，其營運區間及發車時刻尚未說明。[11] [12] [13] [14] [15] [16] [17]
- 2015年6月18日：台中市政府交通局公布台中市公車302路路線圖。[18]依據此路線圖，302路將行駛於優化公車專用道，非行駛臺灣大道路段的公車站牌及臺灣大道慢車道的公車站牌全數裁撤，改停靠優化公車專用道的公車站（原臺中市快捷巴士藍線車站）。
- 2015年7月8日：路線編碼更改為「台中市公車302路」，營運區間更改為「臺中航空站－臺中公園」，而「朝馬轉運站－嶺東科技大學」區間改號為358路。
- 2016年5月1日：轉讓仁友客運營運，並調整起訖站、行駛動線及發車時刻。
- 2018年1月1日：嶺東端原端點「嶺東文山六街口」延駛至「仁友停車場」，新增停靠：「勞工聯合服務中心」，逢甲端原端點「福星西安街口」延駛至「文修停車場」，停靠既有站位，並新增停靠「秋紅谷(河南路)」。
- 2021年5月10日：逢甲端原端點延駛至集福堂，文修停車場改為單邊設站。
- 2021年11月16日：公益路直行改繞駛文心南五路、大墩十一街及永春東七路，取消公益永春東七路，新增文心南五大墩十二街口、大墩十一江和街口、永春東七公益路口，並變更時刻。[19]
- 2022年8月19日：新增358延「臺中區監理所－文修停車場」，由原路線向西延駛永春南路、中台路、遊園路至臺中區監理所，增停「永春南路888巷口」、「望高寮」、「動物之家南屯園區」、「臺中區監理所（遊園路）」4站[20]。
- 2024年8月27日：調整發車時刻。[21]
- 2024年10月1日：由中鹿客運接駛。[22]
- 2024年11月16日：取消延駛路線，時刻表回歸358本線。
- 2025年2月14日：因「保安公園」(往春社公園)公車招呼站設置於臺中科技大學南屯校區大門口前，俟校區啟用後將影響民眾候車、公車停靠及學生交通安全，將調整站牌位置往北移設約110公尺，並更名為「臺中科技大學南屯校區(保安公園)」(雙向)。因遷移位置與既有「嶺東文山六街口」(往春社公園)公車招呼站距離僅約50公尺，故撤除「嶺東文山六街口」(往春社公園)公車招呼站之站位。

## 路線基本資料
單程行車里數約14.7公里，單程行車時間約60分。往文修停車場42站，往仁友停車場45站。
- 自仁友停車場起，沿永春南430巷、精科路、文山六街、嶺東路、永春南路、忠勇路、五權西路二段、環中路三段、公益路二段、文心南五路、大墩十一街、永春東七路、公益路二段、黎明路二段、市政路、惠來路二段、市政北六路、朝富路、市政北七路、河南路三段、二段、西屯路二段、逢甲路、福星路、福星北路、黎明路、漢翔路到文修停車場。[23]

### 時刻表
- 時刻表僅供參考，請以中鹿客運網站公告為準。
- 時刻表更新時間為2025年2月25日。

| 台中市公車358路時刻列表 | 台中市公車358路時刻列表 | 台中市公車358路時刻列表 | 台中市公車358路時刻列表 |
| ----------------------- | ----------------------- | ----------------------- | ----------------------- |
| 仁友停車場開時刻        | 仁友停車場開備註        | 集福堂開時刻            | 集福堂開備註            |
| 05:25                   | -                       | 06:15                   | -                       |
| 06:25                   | -                       | 07:20                   | -                       |
| 06:35                   | -                       | 07:50                   | -                       |
| 07:15                   | -                       | 08:40                   | -                       |
| 08:30                   | -                       | 09:35                   | -                       |
| 09:00                   | -                       | 10:10                   | -                       |
| 09:50                   | -                       | 11:00                   | -                       |
| 10:25                   | -                       | 11:35                   | -                       |
| 10:40                   | -                       | 11:45                   | -                       |
| 11:25                   | -                       | 12:40                   | -                       |
| 12:20                   | -                       | 13:30                   | -                       |
| 12:50                   | -                       | 14:05                   | -                       |
| 13:50                   | -                       | 15:05                   | -                       |
| 14:30                   | -                       | 15:45                   | -                       |
| 15:10                   | -                       | 16:25                   | -                       |
| 15:20                   | -                       | 16:35                   | -                       |
| 16:20                   | -                       | 17:50                   | -                       |
| 17:05                   | -                       | 18:50                   | -                       |
| 19:20                   | -                       | 20:35                   | -                       |
| 21:50                   | -                       | 23:00                   | -                       |

### 收費
- 依里程計費；刷電子票證10公里免費。
- 里程計費說明：
  - 基本里程：8公里。
  - 基本里程票價全票20元、半票11元。
  - 超過基本里程（8公里）計費方式：
    - 全票=[2.431 x 搭乘里程數x (1+5%營業稅)] （四捨五入）
    - 半票=[2.431 x 搭乘里程數x (1+5%營業稅)] x 50% （四捨五入）

  - 兒童、老人、身心障礙者及其陪伴者依規定半票收費。

### 停靠站
- 參見右側站牌路線圖。
- 路線圖更新時間為2025年2月16日。